# Anna Popplewell
Anna Popplewell, född 16 december 1988 i London, England, är en brittisk skådespelerska.
Hon är mest känd för rollen som Susan Pevensie i filmerna om Narnia, och som Lady Lola i tv-serien Reign.

## Filmografi
- Frenchman's Creek (1998) (TV) .... Henrietta
- Mansfield Park (1999) .... Betsey
- The Little Vampire (2000) .... Anna Sackville-Bagg
- Dirty Tricks (2000) (TV)-Rebecca
- Love in a Cold Climate (2001) (mini) TV Series-Victoria
- Me Without You (2001)-Young Marina
- Thunderpants (2002)-Denise Smash
- Daniel Deronda (2002) (TV)-Fanny Davilow
- Flicka med pärlörhänge (2003)-Maertge
- Berättelsen om Narnia: Häxan och lejonet (2005)-Susan Pevensie
- Berättelsen om Narnia: Prins Caspian (2008)-Susan Pevensie
- Berättelsen om Narnia: Kung Caspian och skeppet Gryningen (2010)-Susan Pevensie- En scen
- Halo 4 Forward unto dawn (2012) .... Chyler Silva